# Schinkelbuurt

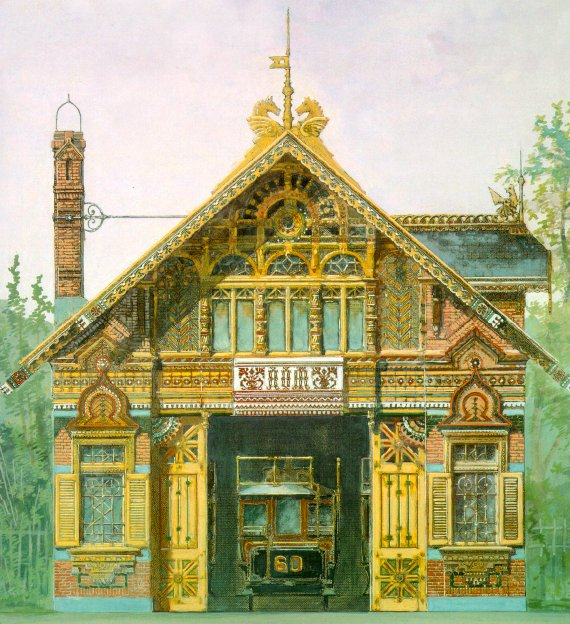
Paardentramremise Amstelveenseweg 134 (1883/84). Thans in gebruik als Onafhankelijk Cultureel Centrum In It.

De Schinkelbuurt is een wijk in Amsterdam, in het stadsdeel Zuid in de Nederlandse provincie Noord-Holland. De wijk had 0 inwoners per 1 januari 2023. Op centraal stedelijk niveau wordt de wijk aangeduid als buurtcombinatie V45. De oppervlakte van de Schinkelbuurt is 34,17 hectare.
De Schinkelbuurt wordt begrensd door: Schinkel, Amstelveenseweg, Stadiongracht en het Olympiakanaal.

## Historie
Aan het eind van de Overtoomse Vaart was bij het begin van de Amstelveenseweg al sinds de middeleeuwen een buurtje bij de Schinkel. Deze buurt werd ook wel Dubbele Buurt genoemd. Het gebied ten oosten van de Schinkel behoorde tot 1896 tot de gemeente Nieuwer-Amstel en daarna tot de gemeente Amsterdam, terwijl het gebied ten westen van de Schinkel tot 1921 in de gemeente Sloten lag. De Dubbele Buurt werd in de jaren dertig afgebroken voor de verbreding van de Schinkel en de Amstelveenseweg.
Rond 1900 ontstond op een driehoekig stuk grond ten zuiden hiervan een buurt die met zijn revolutiebouw afstak tegen de luxueuze bebouwing aan de andere kant van de Amstelveenseweg. De straten zijn hier genoemd naar begrippen in de scheepvaart (o.a. Sluisstraat, Zeilstraat, Vaartstraat, Vlietstraat, Baarsstraat, Havenstraat, Karperstraat/-weg).

## Bijzondere gebouwen
- De voormalige Remise Amstelveenseweg van de Amsterdamsche Omnibus Maatschappij (Abraham Salm 1881-1885) Bewaard gebleven delen van dit complex zijn de panden Amstelveenseweg 134 (de locatie van poppodium OCCII) en Schinkelhavenstraat 27 (de locatie van theater- en concertzaal Teatro Munganga)
- Het Huis van Bewaring II aan de Havenstraat (1890)
- De Remise Havenstraat van het Gemeentevervoerbedrijf Amsterdam (1914)
- Het Haarlemmermeerstation (1915)
- Hotel en feestgebouw Schinkelhaven (1888, gesloopt in 1954)

## Bedrijventerreinen
Aan de Karperweg en op het Havenstraat-terrein achter het Haarlemmermeerstation zijn vele bedrijven gevestigd. Het Havenstraat-terrein loopt door tot de Schinkeleilanden.
 Abberdaan · Admiralenbuurt · Amstel III · Amsteldorp · Amstelkwartier · Andreas Ensemble · Apollobuurt · ArenAPoort · Bajeskwartier · Banne Buiksloot · Bedrijventerrein Sloterdijk · Bellamybuurt · Betondorp · Bijlmer · Binnenstad · Bloemenbuurt · Borgerbuurt · Borneo · Bos en Lommer · Buiksloot · Buiksloterham · Buikslotermeer · Buiteneiland · Buitenveldert · Bullewijk · Burgwallen Oude Zijde · Burgwallen Nieuwe Zijde · Centrum Amsterdam Noord · Centrumeiland · Chassébuurt · Chinatown · Cremerbuurt (Amsterdam) · Cruquius · Czaar Peterbuurt · Da Costabuurt · Dapperbuurt · De Aker · De Baarsjes · De Bongerd · De Eendracht · De Heining · De Krommert · De 9 Straatjes · De Omval · De Pijp · Diamantbuurt · Driemond · Disteldorp · Dubbele Buurt · Duivelseiland · Duvelshoek · Elzenhagen · Erasmusparkbuurt · Floradorp · Frederik Hendrikbuurt · Funenpark · Gaasperdam · Gein · Geuzenveld · Gibraltarbuurt · Gouden Reael · Gulden Winckelbuurt · Grachtengordel · Haarlemmerbuurt · Hallenkwartier · Haven-Stad · Haveneiland · Havenstraatterrein · Helmersbuurt · Het Funen · Holendrecht · Hoofddorppleinbuurt · Houthaven · IJ-oevers · IJburg · IJdock · IJplein · Indische Buurt · Jan Maijenbuurt · Java-eiland · Jeruzalem · Jeugdland ·Jodenbuurt · Jordaan · Julianapark · Kadijken · Kadoelen · Kattenburg · Kinkerbuurt · KNSM-eiland · Kolenkitbuurt · Kop van Jut · Van der Kunbuurt · Laan van Spartaan · Landlust · Landstrekenbuurt · Lastage · Leidsebuurt · Lutkemeer · Marathonbuurt · Marineterrein · Marken · Marktkwartier · Medisch Centrum Slotervaart · Mercatorbuurt · Middelveldsche Akerpolder · Molenwijk · Museumkwartier · Nellestein · Nieuw Sloten · Amsterdam Nieuw-West · Nieuwe Pijp · Nieuwendam · Nieuwendammerdijk en Buiksloterdijk · Nieuwendammerham · Nieuwezijde · Nieuwmarkt · Noorderhof · Noordoever Sloterplas · Noordse Bos · Olympisch Kwartier · Omval · Ookmeer · Oostelijk Havengebied · Oostelijke Eilanden · Oostelijke Handelskade · Oostenburg · Oosterdokseiland · Oosterparkbuurt · Oostoever Sloterplas · Oostpoort · Oostzanerwerf · Osdorp · Oud Osdorp · Oud-Oost · Oud-West · Oud-Zuid · Oude Pijp · Oudezijde · Overamstel · Overhoeks · Overtoombuurt · Overtoomse Buurt · Overtoomse Veld · Park Haagseweg · Park de Meer · Plan van Gool · Plan West · Plan Zuid · Planciusbuurt · Plantagebuurt · Postjesbuurt · Prinses Irenebuurt · Rapenburg · Reigersbos · Riekerpolder · Rieteilanden · Rietlanden · Rivierenbuurt · Robert Scottbuurt · Roeterseiland · Ruigoord · Schinkel (bedrijventerrein) · Schinkelbuurt · Science Park · Sloten · Sloterdijk · Sloterdijk-Centrum · Slotermeer · Slotervaart · Sluisbuurt · Spaarndammerbuurt · Spieringhorn · Sporenburg · Sportheldenbuurt · Staatsliedenbuurt · Stadionbuurt · Steigereiland · Strandeiland · Teleport · Transvaalbuurt · Trompbuurt · Tuindorp Buiksloot · Tuindorp Buiksloterham · Tuindorp Nieuwendam · Tuindorp Oostzaan · Tuttifruttidorp · Van Tijenbuurt · Uilenburg · Universiteitskwartier · Valkenburg · Van der Kunbuurt · Van der Pekbuurt · Van Lennepbuurt · Venserpolder · Vlooienburg · Vogelbuurt · Vogeldorp · Vogeltjeswei · Volewijck · Vondelparkbuurt · Vrije Geer · Waalseiland · Watergraafsmeer · Waterlandpleinbuurt · Waterwijk · Weesp · Weesperbuurt · Weespertrekvaartbuurt · Weesperzijde · Westelijke Eilanden · Westelijke Tuinsteden · Westerdokseiland · Westerpark · Westpoort · Willemspark · Wittenburg · Zeeburg · Zeeburgereiland · Zeeheldenbuurt · Zuidas · Zuideramstel